# Erósz

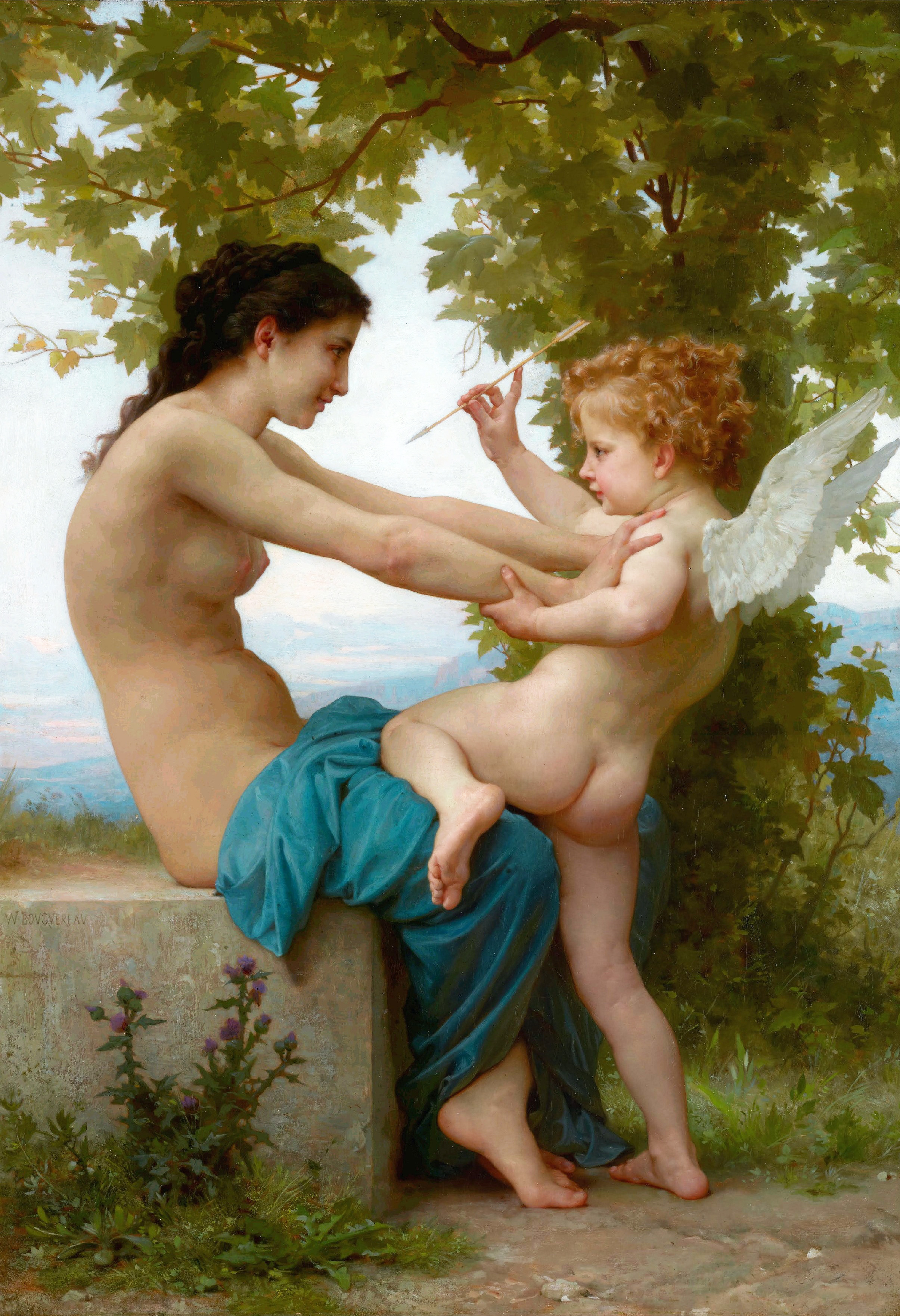
Fiatal lány védi magát Erósztól - William-Adolphe Bouguereau festménye

Erósz a szerelem istene a görög mitológiában. Rómában ugyanezt az istent Amor vagy Cupido néven tisztelték. Az ókorban egyaránt ábrázolták fiatal férfiként és kisfiúként anyja társaságában.
Szülei körül bizonytalanság uralkodik a mitológiában. Erószt az egyik legősibb istennek tartották, ugyanis magának Khaosznak, az ősi sötétségnek a gyermeke. Ő lobbantotta lángra Uranoszt és Gaiát is, és így egyesült a föld és az ég. Azonban igen elterjedt az a verzió is, hogy Erósz Aphrodité és Arész gyermeke, és Anterósz testvére. Erósznak tulajdonították az emberek megjelenését is a földön. Egy másik, kevésbé ismert verzió szerint Erebosz, a sötétség és Nüx, az éjszaka voltak a szülei.
Erószt, bár az egyik legidősebb isten, mindig fiatalnak ábrázolták, akinek aranyszárnyai voltak. A pajkos ifjú hátán tegez feszült, amelyben azok a nyilak vannak, amelyekkel bárki szívét eltalálva kiolthatatlan szerelmet ébresztett az illetőben. Akár isten, akár ember volt is az, nem tudott a vágy ellen tenni. Erósz egyedül saját magára nem használhatta nyilait, ugyanis ha meglőtte magát, abba belehalt. Tegezében kétfajta nyíl volt. Olyanok, amelyek aranyból voltak és galambtollakkal ékesítettek, és ólomból készült bagolytollakkal ellátottak. Az előbbiekkel örök szerelemre gerjesztett bárkit, míg az utóbbival minden érzelmet kioltott a szívből. A valaha élt legszebb és legvonzóbb férfi volt, akit azonban gyakran illettek a „keserűen édes” jelzővel, hiszen Erósz tudta a legnagyobb fájdalmat okozni nyilaival. Gyakran élvezte is a szívek megsebzését. Ő maga csak egyszer esett szerelembe.
A legenda szerint mindig Aphrodité körül volt megtalálható, és gyakran segített anyjának, hogy isteni viszályait elrendezze. Élt a halandók között egy leány, akinek szépségére Aphrodité irigy lett. Ennek a leánynak a neve: Pszükhé volt. Így a szerelem és szépség istennője bosszút forralt. Azt mondta Erósznak, hogy lője meg nyilával Pszükhét, hogy legyen szerelmes a világ legcsúnyább férfijába. Erósz lement a földre, de meglátva a szépséges Pszükhét, beleszeretett, és nem teljesítette anyja kérését. Éjszaka beosont a leány szobájába, és a sötétben szerelmet vallott neki, de kilétét nem akarta felfedni, így megtiltotta neki, hogy lámpát gyújtson. Teltek múltak az együtt töltött éjszakák, és Pszükhé is egyre szerelmesebb lett a férfiba, akit még nem is látott. A kíváncsiság egy este mégis legyőzte, és amikor Erósz elaludt, Pszükhé lámpát gyújtott, ám egy olajcsepp lecseppent, és az isten felébredt rá. A haragos Erósz nem tudta volna megbüntetni Pszükhét, így feldúltan elviharzott. Pszükhé beleőrült abba, hogy szerelme elhagyta, és a földön bolyongott keresve Erószt. Azonban nemcsak a lány szíve fájt, az isten is epekedett Pszükhéért, de Erósz makacs volt. A kedvetlen szerelemistenség bánatában nem végezte dolgát, így nem lobbant fel sehol a szerelem lángja ez idő alatt sem égen sem földön. Ezt Zeusz megelégelte, és Pszükhét halhatatlanná tette, így újra egymásnak élhettek. Egyes források szerint meg is házasodtak. A szépséges ifjú a görög mitológiában a halál utáni élet szimbóluma is volt, így sok szarkofág oldalán megtalálható képe. Mivel a legszebb férfi volt, ezért szobrai gyakran díszítették az atléták edzőtermeit és a versenyek helyszíneit.